# Grace Rodríguez Radic
Grace Rodríguez Radic (La Paz, 1958) es una pianista, concertista y maestra boliviana,  una de las pianistas y concertistas contemporáneas más importantes de Bolivia

## Biografía
Su primera maestra de piano fue una profesora chileno-boliviana quien durante tres años le impartió clases particulares. Posteriormente, Grace ingresó al Conservatorio Nacional de Música de La Paz, donde recibió clases de Teresa Laredo y Sarah Ismael.
Luego continuó sus estudios en la entonces Unión Soviética y en Francia. En estos países permaneció durante más de una década. Se graduó como máster en Bellas Artes en el Conservatorio Estatal P.I. Tchaikovsky en Kiev.
De regreso en Bolivia, impartió clases en el Conservatorio de La Paz. Ha participado en conciertos en varios países de Latinoamérica y se la reconoce por su trabajo homenajeando a importantes compositores bolivianos como Jaime Mendoza, Gastón Arce y Cergio Prudencio, entre otros.

## Reconocimientos
Entre las distinciones que le fueron otorgadas está el II Premio del Festival Internacional de Artes ‘V.I. Lenin’ (Kiev, 1982) y el diploma por calidad de interpretación en el Concurso Internacional ‘Bach Haendel Scarlatti’ de Varazdin (Yugoslavia, 1987).